# Dipartimento del Brenta

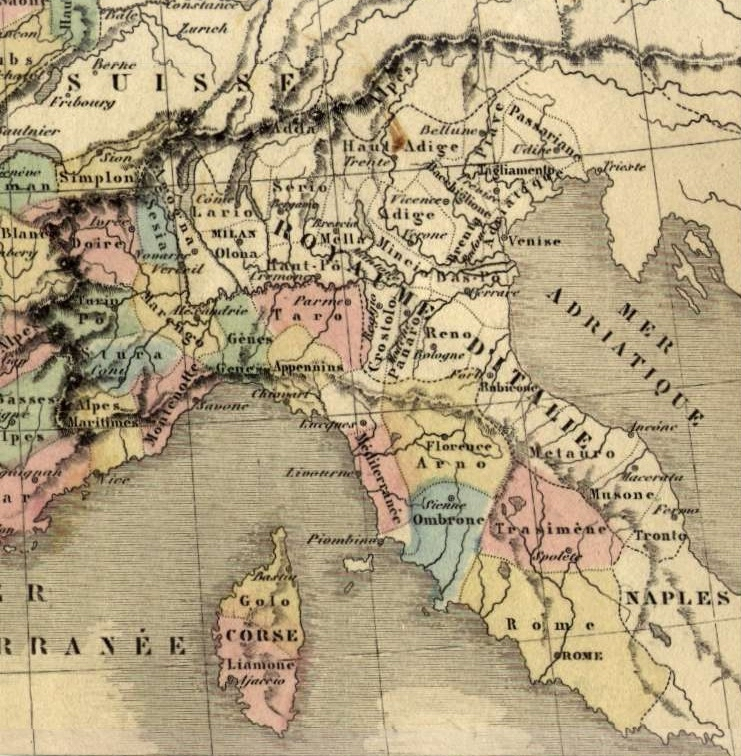
L'Italia durante l'egemonia napoleonica. Nella carta francese compare la denominazione Brenta

Il Brenta fu un dipartimento del Regno d'Italia napoleonico dal 1806 al 1815. Prendeva il nome dal fiume Brenta e aveva come capoluogo Padova.
Il dipartimento fu creato dopo l'annessione al Regno d'Italia di Venezia e le sue dipendenze (Istria e Dalmazia) il 1º maggio 1806. Subì alcune modifiche di confini il 22 dicembre 1807, cedendo alcuni comuni al dipartimento dell'Adriatico. Dopo l'annessione al Regno Lombardo-Veneto, divenne la Provincia di Padova.

## Suddivisione amministrativa
Situazione al 22 dicembre 1807:

### Distretto I diPadova
- cantone I di Padova
- cantone II di Teolo
- cantone III di Piazzuola
- cantone IV di Battaglia

### Distretto II diEste
- cantone I di Este
- cantone II di Montagnana
- cantone III di Monselice

### Distretto III diPiove
- cantone I di Piove
- cantone II di Conselve

### Distretto IV diCampo San Piero
- cantone I di Campo San Piero
- cantone II di Cittadella
- cantone III di Mirano